# Ceiba Rica
Ceiba Rica är en ort i Mexiko.   Den ligger i kommunen Tuxpan och delstaten Veracruz, i den sydöstra delen av landet, 240 km nordost om huvudstaden Mexico City. Ceiba Rica ligger 32 meter över havet och antalet invånare är 633.
Terrängen runt Ceiba Rica är platt, och sluttar norrut. Runt Ceiba Rica är det ganska tätbefolkat, med 160 invånare per kvadratkilometer. Närmaste större samhälle är Tuxpan de Rodríguez Cano, 8,1 km norr om Ceiba Rica. Trakten runt Ceiba Rica består till största delen av jordbruksmark.